# Graniczna (góra)
Graniczna – wzniesienie (846 m n.p.m.) w południowo-zachodniej Polsce, w Sudetach Środkowych, w Górach Kamiennych, w północno-zachodniej części pasma Gór Suchych.

## Położenie
Wzniesienie położone na południowy zachód od miejscowości Rybnica Leśna, w północno-zachodniej części pasma Gór Suchych, w grzbiecie Bukowca, między wzniesieniem Bukowiec po północno-zachodniej stronie i wzniesieniem Waligóra po południowo-wschodniej stronie. Góra w kształcie stożka o stromych zboczach z wyraźnie zaznaczonym kopulastym wierzchołkiem. 
Jest to wzniesienie zbudowane ze skał wylewnych - permskich melafirów, należących do północnego skrzydła niecki śródsudeckiej. Poniżej szczytu na północnym zboczu góry znajduje się wyrobisko górnicze czynnego kamieniołomu melafiru.
Wzniesienie w całości porośnięte jest lasem regla dolnego.

## Turystyka
Szlaki turystyczne:
- zielony – z Wałbrzycha do Rybnicy Leśnej i dalej, prowadzi, południowym i wschodnim zboczem.
- niebieski – z Wałbrzycha prowadzi wschodnim podnóżem góry
- czerwony – fragment Głównego Szlaku Sudeckiego prowadzący z Lesistej Wielkiej przez schroniska Andrzejówka do Jedliny-Zdroju prowadzi zachodnim, południowym i wschodnim zboczem góry.
- żółty z Sokołowska na Waligórę prowadzi południowym zboczem góry.

Około 50 m poniżej szczytu na południowo-wschodnim zboczu znajduje się schronisko „Andrzejówka” oraz stacja GOPR.
Na południowo-wschodnim zboczu góry w pobliżu schroniska Andrzejówka znajduje się narciarska trasa zjazdowa z wyciągiem narciarskim.